# The Fall of the House of Usher (série)
The Fall of the House of Usher (bra: A Queda da Casa de Usher) é uma minissérie americana de drama e terror gótico criada por Mike Flanagan. Todos os oito episódios foram lançados na Netflix em 12 de outubro de 2023, cada um dirigido por Flanagan ou Michael Fimognari, sendo este último também o diretor de fotografia de toda a série.
Baseada livremente em várias obras do autor do século XIX Edgar Allan Poe (mais proeminentemente no conto homônimo de 1840), a série adapta histórias e personagens não relacionados de Poe em uma única narrativa não linear que se passa de 1953 a 2023. A trama narra tanto a ascensão ao poder de Roderick Usher, o poderoso CEO de uma empresa farmacêutica corrupta, quanto de sua irmã Madeline Usher, a genial COO da empresa, e os eventos que levam à morte dos seis filhos de Roderick. A série conta com um elenco de estrelas liderado por Carla Gugino como Verna, que atormenta os Ushers, e Bruce Greenwood e Mary McDonnell como um Roderick e uma Madeline idosos.
Os dois primeiros episódios de The Fall of the House of Usher estrearam no Fantastic Fest em setembro de 2023, antes do lançamento na Netflix no mês seguinte, e a minissérie acumulou mais de 13 milhões de visualizações nas duas primeiras semanas. Foi recebida com críticas positivas, com elogios aos valores de produção, direção e atuações (em particular de Gugino, Greenwood e Mark Hamill), embora houvesse divisões quanto à narrativa, especialmente em relação aos materiais de origem.

## Enredo
Em novembro de 2023, Roderick Usher, o CEO da empresa farmacêutica Fortunato Pharmaceuticals, perde todos os seus seis filhos em um período de duas semanas. Na noite após o último funeral, Roderick convida C. Auguste Dupin, um assistente de procurador que dedicou sua carreira a expor a corrupção da Fortunato, para sua casa de infância, onde conta a verdadeira história de sua família e revela os segredos mais sombrios dos Ushers.
A série segue duas linhas do tempo, além da conversa entre Roderick e Dupin, que é contada por Roderick: a primeira, que ocorre de 1953 a 1980, narra a juventude de Roderick e sua irmã gêmea Madeline e sua subsequente ascensão ao poder, enquanto a segunda segue todos os Ushers durante as duas semanas que antecedem a discussão, revelando a verdade por trás das mortes dos filhos de Roderick.

## Elenco e Personagens

### Principal
- Carla Gugino como Verna
- Bruce Greenwood e Zach Gilford como Roderick Usher.
  - Graham Verchere como Roderick adolescente
  - Lincoln Russo como Roderick criança
- Mary McDonnell e Willa Fitzgerald como Madeline Usher.
  - Lulu Wilson como Madeline adolescente
  - Kate Whiddington como Madeline criança
- Henry Thomas como Frederick Usher
  - William Kosovic como Frederick criança
- Samantha Sloyan como Tamerlane Usher
- T'Nia Miller como Victorine LaFourcade
- Rahul Kohli como Napoleon "Leo" Usher
- Kate Siegel como Camille L'Espanaye
- Sauriyan Sapkota como Prospero "Perry" Usher
- Michael Trucco como Rufus Griswold
- Katie Parker como Annabel Lee
- Matt Biedel como William "Bill-T" Wilson
- Crystal Balint como Morella Usher
- Ruth Codd como Juno Usher
- Kyliegh Curran como Lenore Usher
- Carl Lumbly como C. Auguste Dupin
  - Malcolm Goodwin como Dupin jovem
- Mark Hamill como Arthur Gordon Pym

### Recorrente
- Paola Nuñez como Dr. Alessandra "Ali" Ruiz
- Igby Rigney como Toby
- Aya Furukawa como Beth (Tina)
- Daniel Jun como Julius
- Nicholas Lea como Juiz John Neal

### Convidados
- Annabeth Gish como Eliza Usher
- Robert Longstreet como William Longfellow
- Sarah-Jane Redmond como Sra. Longfellow
- Molly C. Quinn como Jenny
- JayR Tinaco como Faraj

## Produção
Em outubro de 2021, a Netflix anunciou que Mike Flanagan estava desenvolvendo uma nova minissérie baseada em A Queda da Casa de Usher e outras obras de Edgar Allan Poe.  Em 9 de dezembro de 2021, Frank Langella, Carla Gugino, Mary McDonnell, Carl Lumbly, e Mark Hamill foram escalados para o elenco. Samantha Sloyan, Rahul Kohli, Henry Thomas, T'Nia Miller, Kate Siegel, Sauriyan Sapkota, Zach Gilford, Katie Parker, Michael Trucco, Malcolm Goodwin, Crystal Balint, Kyleigh Curran, Paola Nuñez, Aya Furukawa, Matt Biedel, Daniel Jun, Ruth Codd, Robert Longstreet, Annabeth Gish, e Igby Rigney foram escalados.
Em abril de 2022, Langella foi demitido da série após uma investigação de má conduta, e seu papel foi reescalado. No final do mês, Bruce Greenwood foi escolhido para substituir Langella.
As filmagens começaram em 31 de janeiro de 2022, em Vancouver, Canadá, e foram concluídas em 9 de julho de 2022.

## Lançamento
Os dois primeiros episódios estrearam no Fantastic Fest em setembro de 2023, assim como em uma pré-estreia na alma mater de Flanagan, a Towson University. A série foi lançada na Netflix em 12 de outubro de 2023.

## Recepção

### Audiência
The Fall of the House of Usher foi assistida 6 milhões de vezes na semana de estreia, tornando-se o programa de ficção em língua inglesa mais assistido na Netflix naquela semana e o terceiro mais assistido no geral, ficando atrás da série francesa Lupin e a série documental Beckham.  Na semana seguinte, foi a segunda série mais assistida na Netflix, com 7,9 milhões de visualizações.

### Resposta da Crítica
No site agregador de críticas Rotten Tomatoes, 90% das 105 resenhas dos críticos são positivas, com uma classificação média de 8/10. O Metacritic, que usa uma média ponderada, atribuiu à série uma pontuação de 73 em 100, com base em 34 críticas, indicando "críticas geralmente favoráveis".